# 자유선언 오늘은 토요일
《자유선언 오늘은 토요일》은 KBS 2TV에서 1998년 10월 17일부터 2001년 4월 28일까지 토요일 저녁 시간에 방송되었던 주말 메인 예능 프로그램이다.

## 방송 시간
| 방송 채널 | 방송 기간                          | 방송 시간                            |
| --------- | ---------------------------------- | ------------------------------------ |
| KBS 2TV   | 1998년 10월 17일 ~ 1999년 1월 30일 | 매주 토요일 저녁 6시 ~ 7시           |
| KBS 2TV   | 1999년 2월 6일 ~ 1999년 10월 16일  | 매주 토요일 오후 5시 50분 ~ 7시      |
| KBS 2TV   | 1999년 10월 23일 ~ 2000년 4월 29일 | 매주 토요일 오후 5시 45분 ~ 7시      |
| KBS 2TV   | 2000년 5월 6일 ~ 2000년 10월 7일   | 매주 토요일 오후 5시 35분 ~ 6시 50분 |
| KBS 2TV   | 2000년 10월 14일 ~ 2001년 4월 28일 | 매주 토요일 저녁 6시 20분 ~ 7시 50분 |
| KBS 2TV   | 2001년 1월 20일                    | 토요일 저녁 6시 5분                  |
| KBS 2TV   | 2001년 2월 10일 ~ 2001년 3월 17일  | 매주 토요일 저녁 6시 10분            |
| KBS 2TV   | 2001년 3월 31일                    | 토요일 저녁 6시 40분                 |
| KBS 2TV   | 2001년 4월 14일                    | 토요일 저녁 6시 30분                 |

## 편성 변경
1998년
- 12월 26일(11회): 송년특집 편성으로 6시 30분부터 8시까지 방송.

1999년
- 12월 25일(63회): 송년특집 편성으로 6시 20분부터 7시 50분까지 방송.

2000년
- 9월 23일: 2000 시드니 올림픽 중계방송으로 결방.

## 타이틀 변천사
| 기수 | 타이틀                 | 방송 기간                           |
| ---- | ---------------------- | ----------------------------------- |
| 1기  | 쇼 토요특급            | 1990년 6월 16일 ~ 1991년 5월 18일   |
| 2기  | 토요 대행진            | 1991년 5월 25일 ~ 1992년 10월 3일   |
| 3기  | 전원집합 토요대행진    | 1992년 10월 10일 ~ 1993년 10월 16일 |
| 4기  | 토요일 7시가 좋다      | 1994년 10월 15일 ~ 1995년 4월 29일  |
| 5기  | 출발 토요대행진        | 1995년 5월 6일 ~ 1996년 3월 2일     |
| 6기  | 토요일 전원출발        | 1996년 3월 9일 ~ 1998년 2월 14일    |
| 7기  | 자유선언 오늘은 토요일 | 1998년 10월 17일 ~ 2001년 4월 28일  |
| 8기  | 쇼 여러분의 토요일     | 2001년 5월 5일 ~ 2001년 11월 3일    |
| 9기  | 자유선언 토요대작전    | 2001년 11월 10일 ~ 2003년 11월 1일  |
| 10기 | 천하무적 토요일        | 2009년 4월 25일 ~ 2010년 12월 25일  |
| 11기 | 자유선언 토요일        | 2011년 6월 4일 ~ 2012년 3월 31일    |

## 같이 보기
- 쇼 여러분의 토요일(2001.5.5 ~ 11.3)
- 자유선언 토요대작전(2001.11.10~2003.11.1)(처음에는 '토요대작전'으로 출발했다가 2002년 4월 6일부터 제목 변경)